# Miha Štricelj
Miha Štricelj es un deportista esloveno que compitió en piragüismo en la modalidad de eslalon. Ganó una medalla de plata en el Campeonato Mundial de Piragüismo en Eslalon de 1999 y una medalla de plata en el Campeonato Europeo de Piragüismo en Eslalon de 1996, ambas en la categoría de K1 por equipos.

## Palmarés internacional
| Campeonato Mundial | Campeonato Mundial    | Campeonato Mundial | Campeonato Mundial |
| Año                | Lugar                 | Medalla            | Competición        |
| ------------------ | --------------------- | ------------------ | ------------------ |
| 1999               | Seo de Urgel (España) | Medalla de plata   | K1 por equipos     |
| Campeonato Europeo |                       |                    |                    |
| Año                | Lugar                 | Medalla            | Competición        |
| 1996               | Augsburgo (Alemania)  | Medalla de plata   | K1 por equipos     |